# ミッチェル・スターク
ミッチェル・アーロン・スターク（英: Mitchell Aaron Starc 、1990年1月30日 - ）は、オーストラリア・ニューサウスウェールズ州出身のプロクリケット選手。オーストラリア代表。ポジションはボウラー。

## 概要
2010年代を代表するクリケット選手の一人。クリケットのバイブルとして知られるウィズデン・クリケッターズ・アルマナックによって、2010年代のODI形式のワールドイレブンに選出された。